# Jean-Frédéric Phélypeaux de Maurepas
Jean-Frédéric Phélypeaux (Versailles, 9 de Julho de 1701 - 21 de Novembro de 1781) foi um dos condes de Maurepas, reconhecido estadista da França e negociador com Franz Anton Mesmer em nome da rainha Maria Antonieta sobre o magnetismo animal.

## Descendência e infância
Ele nasceu em Versailles, de uma família de nobreza administrativa, filho de Jérôme Phélypeaux, secretário de Estado da marinha e da casa real. Sob a orientação de seu pai, seu avô e de seu primo Louis Phélypeaux, marquês de La Vrillière, Jean-Frederic foi treinado desde a infância para ser secretário de Estado para o rei da França. Jean-Frederic tinha direito de herança ao cargo de secretário de Estado, sob jurisprudência de Philippe II, pelo direito de seu pai Jerome ter comprado o escritório com vínculos de hereditariedade.

## Chegando a maturidade
Em 1718, com a idade de 17 anos, Jean tornou-se o Secretário de Estado da Mansão do Rei e Conde de Maurepas sob a tutela de seu primo La Vrillière. Pouco depois ele se casou com a filha de seu primo, Marie-Jeanne. Cinco anos mais tarde, no dia 16 de agosto, ele começou seus deveres como ministre de la marine para Louis XV administrando a marinha, colônias e o comércio marítimo. Em 1738 ele foi promovido para o Conselho de Estado, e com o tempo auxiliando ao lado do rei com vários outros ministros na tomada de importantes decisões políticas. Jean continuou sua carreira administrativa após a morte de seu tutor, e foi ministro da marinha até 23 de abril de 1749, quando ele foi removido do cargo em um golpe.

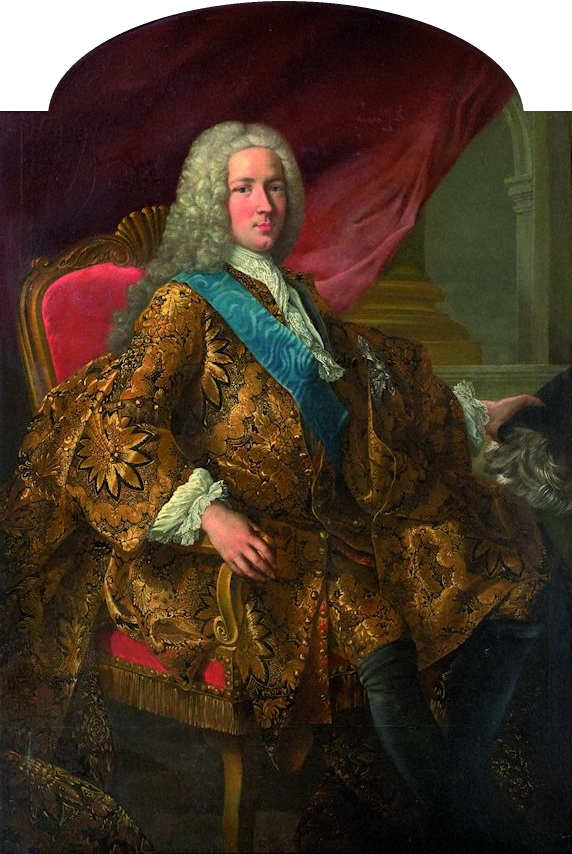
Jean-Frédéric Phélypeaux, Conde de Maurepas em um retrato comemorativo vestindo a Ordem do Espírito Santo sobre um casaco de corte mostrando iconografia maçônica do Rito Escocês no início do período Jacobino na França; folhas de carvalho e cardos. Retrato pelo estúdio L-M Van Loo cerca de 1730

## Estrategista e prestígio profissional
Hábil em estratégia militar e naval, o conde de Maurepas habilitado pela marinha francesa luta para recuperar o prestígio perdido e a França foi mais uma vez reconhecida como uma potência marítima. Uma maneira que ele encontrou para melhorar a reputação francesa era centrando-se na defesa do império alastrando da França no Novo Mundo, especialmente na década de 1730 e 1740. Seus planos de defesa foram ajudados por informações sobre manobras navais britânicas com listas de navios que estavam vindo para a América do Norte e memórias detalhadas sobre construção de navios. Jean-Frederic obteve esta informação através da manutenção de um serviço de inteligência que foi considerado um dos mais eficientes da Europa. Este só foi possível devido aos drásticos aumentos de financiamento que ele conseguiu obter para o Trupe de la Marine. O orçamento típico apropriado para o meio marítimo a partir de meados da década de 1720 e meados da década de 1730 foi de 9 milhões de libras; em 1739, no entanto, Jean-Frederic conseguiu obter um orçamento de 19,2 milhões de libras. Nos anos seguintes, ele adquiriu orçamentos de 20 milhões de libras em 1740, 26 milhões em 1741 e 27 milhões em 1742. Ao longo de sua carreira como administrador, ele ocupou os cargos de camareiro da casa real, ministro da marinha, e o diretor do serviço secreto, cumprindo suas funções com eficiência e precisão.

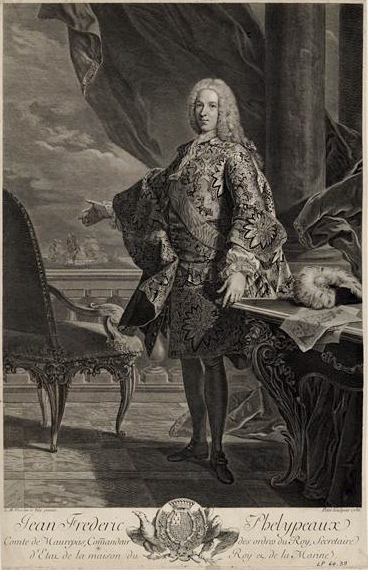
Jean-Frédéric Phélypeaux, Conde de Maurepas Gravura de LM Van Loo retrato. Nesta cópia, datada de 1736, Maurepas usa o mesmo casaco de corte com iconografia maçônica como no retrato mais cedo; o gravador é Gilles-Edmé Petit.

Em 1749, Maurepas foi removido por um golpe liderado pelo duque de Richelieu, pondo fim ao seu período de imenso sucesso. Ele foi exilado de Paris por um epigrama contra Madame de Pompadour, e foi para Bourges e depois para Pontchartrain. Em 1774, ele foi nomeado para ministro de Estado para Louis XVI, bem como conselheiro-chefe, segurando os dois cargos até 1781. Ele deu à Anne Robert Jacques Turgot Barão de Laune a Controladoria Geral de Finanças, colocados Guillaume-Chrétien de Lamoignon de Malesherbes sobre a família real e fez Charles Gravier conde de Vergennes Secretário de Estado dos Negócios Estrangeiros da França. No início de sua nova carreira ele mostrou a sua fraqueza, recordando as suas funções, em deferência ao clamor popular, os membros do velho Parlamento deposto por René Nicolas Charles Augustin, reconstituindo assim o mais perigoso inimigo do poder real. Este passo, e sua intervenção em nome da Estados americanos, ajudou a pavimentar o caminho para a Revolução Francesa.
Ciúmes de sua ascensão pessoal sobre Louis XVI, ele intrigado contra Turgot, cuja desgraça em 1776 foi seguido após seis meses de transtorno com a nomeação de Jacques Necker. Em 1781 Maurepas deserta Necker como fizera Turgot, e ele morreu em Versalhes, em 21 de novembro de 1781.
Maurepas é creditado com contribuições para a coleção de Facetiae conhecido como o  Etrennes de la Saint Jean  (2ª ed., 1742). Quatro volumes de Memoires de Maurepas , que se propõem a ser recolhidos por seu secretário e editado por JLG Soulavie em 1792, incluiu informações sobre as colônias norte-americanas, a queda de Louisbourg, o comércio no Caribe, a censura de livros e administração. Ele também gravou uma vasta informação sobre todos os assuntos navais, incluindo construção naval, de navegação instruções de regata e lutando no mar. A coleção de memórias está agora na posse da Universidade de Cornell.

## E o magnetismo animal

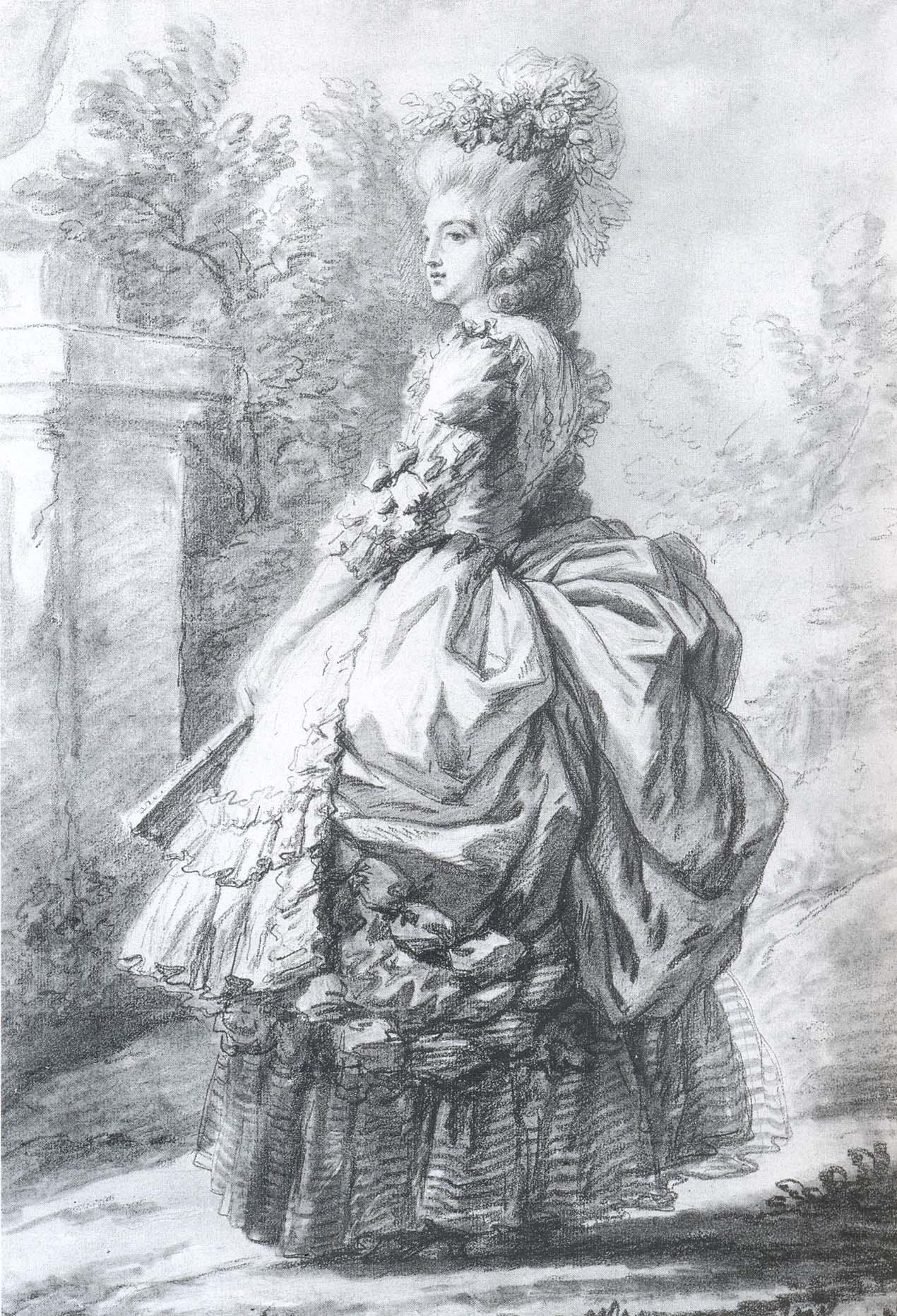
Maria Antonieta

Em março de 1781, Maria Antonieta solicita que Jean-Frédéric participasse de uma negociação com Franz Anton Mesmer para dispor de seus conhecimentos e ideais sobre o magnetismo animal, oferecendo-lhe uma pensão vitalícia de 20 mil Livre tornesas francesas e mais 10 mil Tornês francesas  para abrir uma clínica, desde que ele aceitasse a supervisão do governo. O que Mesmer recusou, por não creditar condições fiscalizadoras a seus futuros fiscais (que seriam seus próprios alunos).

## Reconhecimento
Lago Maurepas, Louisiana, EUA foi nomeado para ele, mostrando sua influência em sobreviver no Novo Mundo.